# Luis Barbero

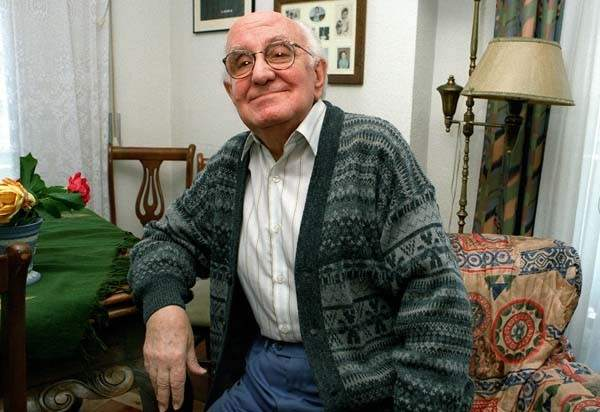
Luis Barbero

Luis Barbero (* 8. August 1916 in Madrid; † 3. August 2005 ebenda) war ein spanischer Schauspieler.

## Leben
Barbero stammt aus einer Künstlerfamilie; sein Vater leitete ein Zarzuela-Orchester; Barbero gab auch 1939 sein Debüt als professioneller Schauspieler in einem solchen spanischen Musiktheater. Mit seiner Tenorstimme spielte er in zahlreichen Operetten, mit der Zeit wandelte er sich zum Darsteller komischer Rollen. Zwar gab er erst 1957 sein Filmdebüt, ließ jedoch noch etwa 200 Rollen auf der Leinwand und für das Fernsehen folgen und wurde hierin zum gefragten Charakterdarsteller. Spät feierte er in der Fernsehserie Médico de familia noch einen großen Erfolg.

## Filmografie (Auswahl)
- 1957: El hombre que viajaba despacito
- 1974: Zwei wie Pech und Schwefel (… altrimenti ci arrabbiamo!)
- 1984: Al Este del Oeste
- 1996–1999: Médico di familia (Fernsehserie)